# Mușchiul constrictor superior al faringelui

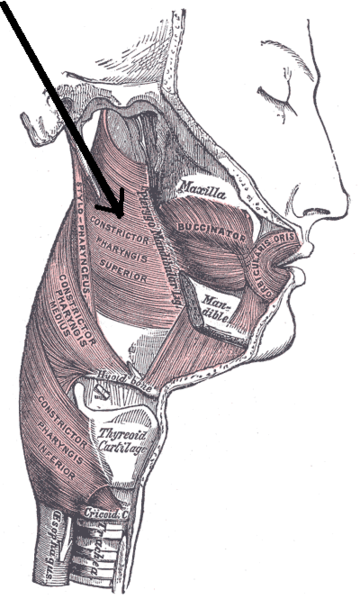
Mușchiul constrictor superior al faringelui (săgeata).

Mușchiul constrictor superior al faringelui sau constrictorul superior al faringelui (Musculus constrictor pharyngis superior) numit și mușchiul cefalofaringian (Musculus cephalopharyngeus) este unul din cei 3 mușchi constrictori ai faringelui, fiind componenta cea mai de sus a stratului muscular circular exterior al faringelui. Are o formă patrulateră; fibrele superioare ale mușchiului sunt ascendente, fibrele mijlocii sunt transversale, iar cele inferioare descendente. Constrictorul superior al faringelui este separat de baza craniului printr-un spațiu de aproape 2 cm, în care devine aparentă fascia faringobazilară.

## Origine
Originea mușchiului se află pe lama medială a procesului pterigoidian, rafeul pterigomandibular, linia milohioidiană a mandibulei, fața profundă a mucoasei planșeului bucal. De la aceste origini fibrele musculare ale mușchiului se îndreaptă înapoi, ocolind marginile faringelui, și se termină pe linia mediană a peretelui posterior al faringelui.

## Inserție
Unele fibre musculare se inseră pe rafeul median al peretelui posterior al faringelui, altele se continuă cu fibrele de partea opusă; fibrele superioare se arcuiesc superior și posterior, terminându-se pe tuberculul faringian al procesului bazilar al osului occipital, lăsând o porțiune lipsită de musculatură imediat sub exobaza craniului, formată uneori de aponevroza faringiană.

## Porțiuni
Constrictorul superior al faringelui are patru porțiuni care poartă fiecare denumirea după formațiunile anatomice pe care se prinde: porțiunea pterigofaringiană, porțiunea bucofaringiană, porțiunea milofaringiană și porțiunea glosofaringiană.
1. Porțiunea pterigofaringiană (pars pterygopharyngea musculi constrictoris pharyngis superioris) sau mușchiul pterigofaringian, pterigofaringianul (musculus pterygopharyngeus) cu originea pe jumătatea inferioară a marginii posterioare a lamei mediale a procesului pterigoidian și pe cârligul pterigoidian.
2. Porțiunea bucofaringiană (pars buccopharyngea musculi constrictoris pharyngis superioris) sau mușchiul bucofaringian, bucofaringianul (musculus buccopharyngeus) cu originea pe rafeul pterigomandibular (raphae pterygomandibularis), situat între procesul pterigoid și procesul alveolar al mandibulei. Rafeul pterigomandibular este o intersecție tendinoasă, care separă porțiunea bucofaringiană de mușchiul buccinator.
3. Porțiunea milofaringiană (pars mylopharyngea musculi constrictoris pharyngis superioris) sau mușchiul milofaringian, milofaringianul (musculus mylopharyngeus) cu originea pe extremitatea posterioară a liniei milohioidiene a mandibulei.
4. Porțiunea glosofaringiană (pars glossopharyngea musculi constrictoris pharyngis superioris) sau mușchiul glosofaringian, glosofaringianul (musculus glossopharyngeus) are originea pe marginile rădăcinii limbii și pe mucoasa planșeului bucal.

## Acțiune
Prin contracția sa constrictorul superior al faringelui îngustează faringele, blochează comunicația dintre orofaringe și rinofaringe în timpul deglutiției închizând rinofaringele, prin formarea unei proeminențe la nivelul peretelui posterior al faringelui (inelul sau torusul lui Passavant), pe care se sprijină vălul palatin contractat și astfel alimentele nu pătrund în rinofaringe; de asemenea se contractă într-un mod peristaltic în timpul deglutiției.

## Inervație
Este inervat de plexul faringian al nervului vag.